# Невідомий (фільм, 2014)
«Невідомий» (ісп. NN) — перуанський драматичний фільм, знятий Гектором Ґальвесом. Прем'єра стрічки відбулась 11 квітня 2014 року на кінофестивалі в Лімі. Фільм був висунутий Перу на премію «Оскар-2016» у номінації «найкращий фільм іноземною мовою».

## У ролях
- Пол Вега
- Антоніета Парі
- Ісабель Гаона
- Лучо Касерес
- Гонсало Моліна
- Мануель Голд
- Аміел Кайо
- Фіорелла Діас
- Андреа Пачеко

## Визнання
| Нагороди та номінації фільму «Невідомий» | Нагороди та номінації фільму «Невідомий» | Нагороди та номінації фільму «Невідомий» | Нагороди та номінації фільму «Невідомий» | Нагороди та номінації фільму «Невідомий» | Нагороди та номінації фільму «Невідомий» |
| Рік                                      | Нагорода                                 | Категорія                                | Номінант                                 | Результат                                |                                          |
| ---------------------------------------- | ---------------------------------------- | ---------------------------------------- | ---------------------------------------- | ---------------------------------------- | ---------------------------------------- |
| 2015                                     | Міжнародний кінофестиваль в Палм-Спрінгз | Найкращий фільм                          | «Невідомий»                              | Номінація                                |                                          |